# مادالينا فيليكس
مادالينا فيليكس (بالبرتغالية: Madalena Félix‏) مواليد 20 سبتمبر 1989 في لواندا، هي لاعبة كرة سلة أنغولية. مثلت منتخب بلادها. شاركت في دورة الألعاب الأولمبية الصيفية سنة 2012. حققت المركز الأول في بطولة أمم أفريقيا لكرة السلة للسيدات 2011.

## سجل المنافسة
شاركت في المنافسات التالية:
- الألعاب الأولمبية الصيفية 2012
- بطولة أمم أفريقيا لكرة السلة للسيدات 2013
- بطولة أمم أفريقيا لكرة السلة للسيدات 2011

## الميداليات
| الميدالية | المسابقة                                  |
| --------- | ----------------------------------------- |
| ذهبية     | بطولة أمم أفريقيا لكرة السلة للسيدات 2011 |
| ذهبية     | بطولة أمم أفريقيا لكرة السلة للسيدات 2013 |

## روابط خارجية
- مادالينا فيليكس على موقع الاتحاد الدولي لكرة السلة (الإنجليزية)
- مادالينا فيليكس على موقع كرة السلة الأوروبية.كوم (الإنجليزية)
- مادالينا فيليكس على موقع بروبوليرز (الإنجليزية)
- مادالينا فيليكس على موقع أوليمبيديا (الإنجليزية)